# Liste der Beiträge für den besten fremdsprachigen Film für die Oscarverleihung 2010
Am 7. März 2010 wurde im Rahmen der 82. Oscarverleihung auch der Academy Award in der Kategorie Bester fremdsprachiger Film verliehen. Jedes Land konnte einen Vorschlag einbringen, von diesen wurden dann fünf Filme nominiert.

## Vorschläge
| Land                    | Deutscher bzw. internationaler Titel            | Originaltitel                                                                           | Sprache(n)                      | Regisseur(e)                             | Ergebnis        |
| ----------------------- | ----------------------------------------------- | --------------------------------------------------------------------------------------- | ------------------------------- | ---------------------------------------- | --------------- |
| Albanien                | Alive! - Gjallë                                 | Gjallë                                                                                  | Albanisch                       | Artan Minarolli                          | Nicht nominiert |
| Algerien                | London River                                    | London River                                                                            | Französisch, Englisch           | Rachid Bouchareb                         | Nicht nominiert |
| Argentinien             | In ihren Augen                                  | El secreto de sus ojos                                                                  | Spanisch                        | Juan José Campanella                     | Gewonnen        |
| Armenien                | Autumn of the Magician                          | Հրաշագործի աշունը                                                                       | Armenisch                       | Ruben Gevorkyants, Vahe Gevorkyants      | Nicht nominiert |
| Australien              | Samson and Delilah                              | Samson & Delilah                                                                        | Warlpiri, Englisch              | Warwick Thornton                         | Vorauswahl      |
| Bangladesch             | Beyond the Circle                               | Britter Bairey                                                                          | Bengali                         | Golam Rabbani Biplob                     | Nicht nominiert |
| Belgien                 | Die Beschissenheit der Dinge                    | De helaasheid der dingen                                                                | Niederländisch                  | Felix Van Groeningen                     | Nicht nominiert |
| Bolivien                | Zona Sur                                        | Zona Sur                                                                                | Spanisch, Aymara                | Juan Carlos Valdivia                     | Nicht nominiert |
| Bosnien und Herzegowina | Hüter der Nacht                                 | Čuvari noći                                                                             | Serbokroatisch                  | Namik Kabil                              | Nicht nominiert |
| Brasilien               | Salve Geral                                     | Salve Geral                                                                             | Portugiesisch                   | Sergio Rezende                           | Nicht nominiert |
| Bulgarien               | Die Welt ist groß und Rettung lauert überall    | Светът е голям и спасение дебне отвсякъде (Svetat e golyam i spasenie debne otvsyakade) | Bulgarisch                      | Stefan Komandarew                        | Vorauswahl      |
| Chile                   | Dawson, Isla 10                                 | Dawson, Isla 10                                                                         | Spanisch                        | Miguel Littín                            | Nicht nominiert |
| Volksrepublik China     | Mei Lanfang                                     | 梅兰芳 (Méi Lánfāng)                                                                    | Mandarin                        | Chen Kaige                               | Nicht nominiert |
| Dänemark                | Terribly Happy                                  | Frygtelig lykkelig                                                                      | Dänisch                         | Henrik Ruben Genz                        | Nicht nominiert |
| Deutschland             | Das weiße Band – Eine deutsche Kindergeschichte | Das weiße Band – Eine deutsche Kindergeschichte                                         | Deutsch                         | Michael Haneke                           | Nominiert       |
| Estland                 | Dezemberhitze                                   | Detsembrikuumus                                                                         | Estnisch                        | Asko Kase                                | Nicht nominiert |
| Finnland                | Postia pappi Jaakobille                         | Postia pappi Jaakobille                                                                 | Finnisch                        | Klaus Härö                               | Nicht nominiert |
| Frankreich              | Ein Prophet                                     | Un prophète                                                                             | Französisch                     | Jacques Audiard                          | Nominiert       |
| Georgien                | Das andere Ufer                                 | გაღმა ნაპირი (Gagma napiri)                                                             | Georgisch, Abchasisch, Russisch | Giorgi Owaschwili                        | Nicht nominiert |
| Griechenland            | Oi sklavoi sta desma tous                       | Οι Σκλάβοι στα Δεσμά τους (Oi sklavoi sta desma tous)                                   | Griechisch                      | Adonis Lykouresis                        | Nicht nominiert |
| Hongkong                | Lei Wangzi                                      | 淚王子 (Lei wangzi)                                                                     | Mandarin                        | Yon Fan                                  | Nicht nominiert |
| Indien                  | Harishchandrachi Factory                        | हरिश्चंद्राची फॅक्टरी (Harishchandra's Factory)                                                  | Marathi                         | Paresh Mokashi                           | Nicht nominiert |
| Indonesien              | Jamila dan Sang Presiden                        | Jamila dan Sang Presiden                                                                | Indonesisch                     | Ratna Sarumpaet                          | Nicht nominiert |
| Iran                    | Elly…                                           | درباره ال (Dar bāre-ye Elly)                                                            | Persisch                        | Asghar Farhadi                           | Nicht nominiert |
| Island                  | Reykjavík – Rotterdam: Tödliche Lieferung       | Reykjavík – Rotterdam                                                                   | Isländisch                      | Óskar Jónasson                           | Nicht nominiert |
| Israel                  | Ajami                                           | עג'מ (Ajami)                                                                            | Arabisch, Hebräisch             | Yaron Shani, Scandar Copti               | Nominiert       |
| Italien                 | Baarìa                                          | Baarìa                                                                                  | Sizilianisch                    | Giuseppe Tornatore                       | Nicht nominiert |
| Japan                   | Dare mo mamotte kurenai                         | 誰も守ってくれない (Dare mo mamotte kurenai)                                            | Japanisch                       | Ryōichi Kimizuka                         | Nicht nominiert |
| Kanada                  | I Killed My Mother                              | J'ai tué ma mère                                                                        | Französisch                     | Xavier Dolan                             | Nicht nominiert |
| Kasachstan              | Kelin                                           | Келін (Kelin)                                                                           | Keine                           | Jermek Tursynow                          | Vorauswahl      |
| Kolumbien               | Die Reisen des Windes                           | Los viajes del viento                                                                   | Spanisch                        | Ciro Guerra                              | Nicht nominiert |
| Kroatien                | Kenjac                                          | Kenjac                                                                                  | Kroatisch                       | Antonio Nuić                             | Nicht nominiert |
| Kuba                    | Los Dioses Rotos                                | Los Dioses Rotos                                                                        | Spanisch                        | Ernesto Daranas                          | Nicht nominiert |
| Litauen                 | Vortex                                          | Duburys                                                                                 | Litauisch                       | Gytis Luksas                             | Nicht nominiert |
| Luxemburg               | Réfractaire                                     | Réfractaire                                                                             | Französisch                     | Nicolas Steil                            | Nicht nominiert |
| Marokko                 | Casanegra                                       | Casanegra                                                                               | Arabisch                        | Nour Eddine Lakhmari                     | Nicht nominiert |
| Nordmazedonien          | Ocas jesterky                                   | Созерцание (Ocas jesterky)                                                              | Tschechisch                     | Ivo Trajkov                              | Nicht nominiert |
| Mexiko                  | Das Paradies der Mörder                         | El traspatio                                                                            | Spanisch                        | Carlos Carrera                           | Nicht nominiert |
| Mongolei                | Dschingis Khan – Sturm über Asien               | Тайну Чингис Хаана (Tayna Chingis Khaana)                                               | Jakutisch, Russisch             | Andrei Borissow                          | Disqualifiziert |
| Niederlande             | Winter in Wartime                               | Oorlogswinter                                                                           | Niederländisch                  | Ben Sombogaart                           | Vorauswahl      |
| Norwegen                | Max Manus                                       | Max Manus                                                                               | Norwegisch, Deutsch             | Joachim Rønning, Espen Sandberg          | Nicht nominiert |
| Österreich              | Ein Augenblick Freiheit                         | Ein Augenblick Freiheit                                                                 | Englisch, Persisch, Türkisch    | Arash T. Riahi                           | Nicht nominiert |
| Peru                    | Eine Perle Ewigkeit                             | La teta asustada                                                                        | Spanisch                        | Claudia Llosa                            | Nominiert       |
| Philippinen             | Ded na si Lolo                                  | Ded na si Lolo                                                                          | Filipino                        | Soxy Topacio                             | Nicht nominiert |
| Polen                   | Rewers                                          | Rewers                                                                                  | Polnisch                        | Borys Lankosz                            | Nicht nominiert |
| Portugal                | Um Amor de Perdição                             | Um Amor de Perdição                                                                     | Portugiesisch                   | Mário Barroso                            | Nicht nominiert |
| Puerto Rico             | Ladrones y mentirosos                           | Ladrones y mentirosos                                                                   | Spanisch                        | Ricardo Méndez Matta                     | Nicht nominiert |
| Rumänien                | Politist, adjective                             | Polițist, Adjectiv                                                                      | Rumänisch                       | Corneliu Porumboiu                       | Nicht nominiert |
| Russland                | Krankenzimmer Nr. 6                             | Палата №6 (Palata nomer shest)                                                          | Russisch                        | Alexander Gornowski, Karen Schachnasarow | Nicht nominiert |
| Schweden                | Involuntary                                     | De ofrivilliga                                                                          | Schwedisch                      | Ruben Östlund                            | Nicht nominiert |
| Schweiz                 | Home                                            | Home                                                                                    | Französisch                     | Ursula Meier                             | Nicht nominiert |
| Serbien                 | Sankt Georg tötet den Drachen                   | Свети Георгије убива аждаху Sveti Georgije ubiva azdahu                                 | Serbisch                        | Srđan Dragojević                         | Nicht nominiert |
| Slowakei                | 1943 – Kampf ums Vaterland                      | Nedodržaný sľub                                                                         | Slowakisch                      | Jiří Chlumský                            | Nicht nominiert |
| Slowenien               | Landschaft Nr. 2                                | Pokrajina Št. 2                                                                         | Slowenisch                      | Vinko Möderndorfer                       | Nicht nominiert |
| Spanien                 | El baile de la victoria                         | El baile de la victoria                                                                 | Spanisch                        | Fernando Trueba                          | Nicht nominiert |
| Sri Lanka               | Akasa Kusum                                     | Akasa Kusum                                                                             | Singhalesisch                   | Prasanna Vithanage                       | Nicht nominiert |
| Südafrika               | White Wedding                                   | White Wedding                                                                           | Afrikaans, Englisch             | Jann Turner                              | Nicht nominiert |
| Südkorea                | Mother                                          | 마더 (Madeo)                                                                            | Koreanisch                      | Bong Joon-ho                             | Nicht nominiert |
| Taiwan                  | Ich kann ohne dich nicht leben                  | 不能沒有你 (Bu neng mei you ni)                                                         | Hakka, Taiwanisch, Chinesisch   | Leon Dai                                 | Nicht nominiert |
| Thailand                | Khwam Cham San Tae Rak Chan Yao                 | ความจำสั้น..แต่รักฉันยาว (Khwam Cham San Tae Rak Chan Yao)                                   | Thailändisch                    | Youngyooth Thongkonthun                  | Nicht nominiert |
| Tschechien              | Protektor                                       | Protektor                                                                               | Tschechisch                     | Marek Najbrt                             | Nicht nominiert |
| Türkei                  | Güneşi Gördüm – Ich habe die Sonne gesehen      | Güneşi gördüm                                                                           | Türkisch                        | Mahsun Kırmızıgül                        | Nicht nominiert |
| Ungarn                  | Kameleon – Ich bin der, den Du sehen willst     | Kaméleon                                                                                | Ungarisch                       | Krisztina Goda                           | Nicht nominiert |
| Uruguay                 | Schlechter Tag zum fischen                      | Mal día para pescar                                                                     | Spanisch                        | Álvaro Brechner                          | Nicht nominiert |
| Venezuela               | Libertador Morales                              | Libertador Morales, El Justiciero                                                       | Spanisch                        | Efterpi Charalambidis                    | Nicht nominiert |
| Vereinigtes Königreich  | Afghan Star                                     | Afghan Star                                                                             | Dari, Paschtunisch, Englisch    | Havana Marking                           | Nicht nominiert |
| Vietnam                 | Nicht brennen                                   | Đừng đốt                                                                                | Vietnamesisch                   | Đặng Nhật Minh                           | Nicht nominiert |